# Hugo XII van Lusignan
Hugo XII van Lusignan bijgenaamd de Bruine (circa 1236 - Tunis, 2 augustus 1270) was van 1250 tot aan zijn dood heer van Lusignan, graaf van Angoulême en graaf van La Marche. Hij behoorde tot het huis Lusignan.

## Levensloop
Hugo XII was de zoon van Hugo XI van Lusignan en Yolande van Bretagne, dochter van hertog Peter Mauclerc van Bretagne.
Na het overlijden van zijn vader werd Hugo in 1250 heer van Lusignan, graaf van Angoulême, graaf van La Marche en burggraaf van Porhoët. Wegens zijn minderjarigheid werd hij van 1250 tot 1256 onder het regentschap van zijn moeder geplaatst. 
Op 29 januari 1254 huwde hij met Johanna (overleden in 1273), dochter en erfgename van Rudolf III van Fougères. Na het overlijden van zijn schoonvader volgde Hugo XII hem in 1256 op als heer van Fougères en Chilly. In 1262 kocht hij het burggraafschap Aubusson over van burggraaf Reinoud VII.
In 1270 nam Hugo deel aan de Achtste Kruistocht onder leiding van koning Lodewijk IX van Frankrijk. Tijdens deze kruistocht bezweek hij in augustus 1270 aan de pest, nabij de stad Tunis.

## Nakomelingen
Hugo XII en zijn echtgenote Johanna kregen volgende kinderen:
- Yolande (1257-1314), vrouwe van Lusignan, gravin van Angoulême en gravin van La Marche, huwde eerst met heer Eli I van Pons en daarna met Robert de Mareuil, heer van Matha.
- Hugo XIII (1259-1303), heer van Lusignan, graaf van Angoulême en graaf van La Marche.
- Gwijde I (1260/1265-1308), heer van Lusignan, graaf van Angoulême en graaf van La Marche.
- Johanna (1260-1322), vrouwe van Couhé en Peyrat, huwde eerst met Pierre de Joinville, heer van Vaucouleurs en Meath, en daarna met Bernard-Ezy IV d'Albret, heer van Albret en burggraaf van Tartas.
- Maria (overleden na 1322), gravin van La Marche, huwde in 1288 met graaf Stefanus II van Sancerre.
- Isabella (overleden na 1304), huwde eerst met Jean de Vescy en werd daarna zuster in de Koninklijke Abdij van Fontevrault.

## Voorouders
| Voorouders van Hugo XII van Lusignan (1236-1270) | Voorouders van Hugo XII van Lusignan (1236-1270)                      | Voorouders van Hugo XII van Lusignan (1236-1270)                      | Voorouders van Hugo XII van Lusignan (1236-1270)                            | Voorouders van Hugo XII van Lusignan (1236-1270)                            | Voorouders van Hugo XII van Lusignan (1236-1270)                    | Voorouders van Hugo XII van Lusignan (1236-1270)                    | Voorouders van Hugo XII van Lusignan (1236-1270)                    | Voorouders van Hugo XII van Lusignan (1236-1270)                    |
| ------------------------------------------------ | --------------------------------------------------------------------- | --------------------------------------------------------------------- | --------------------------------------------------------------------------- | --------------------------------------------------------------------------- | ------------------------------------------------------------------- | ------------------------------------------------------------------- | ------------------------------------------------------------------- | ------------------------------------------------------------------- |
| Overgrootouders                                  | Hugo IX van Lusignan (1165-1219) ∞ Mathilde van Angoulême (1181-1233) | Hugo IX van Lusignan (1165-1219) ∞ Mathilde van Angoulême (1181-1233) | Adhemar van Angoulême (1160-1202) ∞ 1186 Adelheid van Courtenay (1160-1218) | Adhemar van Angoulême (1160-1202) ∞ 1186 Adelheid van Courtenay (1160-1218) | Robrecht II van Dreux (1154-1218) ∞ Yolande de Coucy (1164–1222)    | Robrecht II van Dreux (1154-1218) ∞ Yolande de Coucy (1164–1222)    | Gwijde van Thouars (-1213) ∞ Constance van Bretagne (1161-1201)     | Gwijde van Thouars (-1213) ∞ Constance van Bretagne (1161-1201)     |
| Grootouders                                      | Hugo X van Lusignan (1185-1249) ∞ Isabella van Angoulême (1186-1246)  | Hugo X van Lusignan (1185-1249) ∞ Isabella van Angoulême (1186-1246)  | Hugo X van Lusignan (1185-1249) ∞ Isabella van Angoulême (1186-1246)        | Hugo X van Lusignan (1185-1249) ∞ Isabella van Angoulême (1186-1246)        | Peter Mauclerc (1187-1250) ∞ Adelheid van Bretagney (1200-1221)     | Peter Mauclerc (1187-1250) ∞ Adelheid van Bretagney (1200-1221)     | Peter Mauclerc (1187-1250) ∞ Adelheid van Bretagney (1200-1221)     | Peter Mauclerc (1187-1250) ∞ Adelheid van Bretagney (1200-1221)     |
| Ouders                                           | Hugo XI van Lusignan (1221-1250) ∞ Yolande van Bretagne (1218-1272)   | Hugo XI van Lusignan (1221-1250) ∞ Yolande van Bretagne (1218-1272)   | Hugo XI van Lusignan (1221-1250) ∞ Yolande van Bretagne (1218-1272)         | Hugo XI van Lusignan (1221-1250) ∞ Yolande van Bretagne (1218-1272)         | Hugo XI van Lusignan (1221-1250) ∞ Yolande van Bretagne (1218-1272) | Hugo XI van Lusignan (1221-1250) ∞ Yolande van Bretagne (1218-1272) | Hugo XI van Lusignan (1221-1250) ∞ Yolande van Bretagne (1218-1272) | Hugo XI van Lusignan (1221-1250) ∞ Yolande van Bretagne (1218-1272) |